# Pavel Fonda
Pavel Fonda, slovenski zdravnik, psihiater, psihoanalitik, publicist. * 22. september 1942, Škedenj, Trst.
Rodil se je v družini tržaškega trgovca. Slovensko osnovno šolo ter licej »France Prešeren« je obiskoval v Trstu, kjer je leta 1961 maturiral. Medicino je študiral v Padovi in psihiatrijo v Milanu, kjer se je 1968 zaposlil na univerzi. Leta 1970 se je vrnil v Trst, se zaposlil v psihiatrični bolnici in kot zagovornik alternativne psihiatrije vodil Center za mentalno zdravje v Nabrežini. Psihoanalitično edukacijo je zaključil leta 1983 v Milanu in postal član Italijanskega psihoanalitičnega društva (SPI) in Mednarodnega psihoanalitičnega združenja (IPA). V začetku osemdesetih let 20. stoletja je bil v Trstu med ustanovitelji Slovenske psihopedagoške službe, potem pa primarij Službe za psihologijo in psihoterapijo mladostnikov. Po predčasni upokojitvi leta 1990 se je posvetil izključno psihoanalizi. Pri Mednarodnem psihoanalitičnem združenju je bil (2002-2014) direktor Psihoanalitičnega inštituta za vzhodno Evropo, zadolžen za izobraževanje psihoanalitikov na področju postkomunistične Evrope (vključno s Slovenijo in Hrvaško). Leta 2014 je bil v Ljubljani med soustanovitelji Slovenskega društva za psihoanalitično psihoterapijo. Živi in dela v Trstu.
Objavil je več razprav o psiholoških vidikih medetničnih odnosov. Leta 1980 je bil izvoljen v občinski svet ter v letih 1984−1985 tudi župan občine Devin-Nabrežina.[1] Kot predstavnik Slovencev v Italiji je imel v Cankarjevem domu pozdravni govor na zasedanju Slovenskega svetovnega kongresa na predvečer razglasitve samostojne slovenske države.[2]
Leta 2025 je predaval v Bruslju.